# Bahnstrecke Munkedals övre–Munkedals hamn
| Bahnhof Munkedal |              |                                              |                                              |
| Streckenlänge: | 5,6 km       |                                              |                                              |
| Spurweite: | 600, 1435 mm |                                              |                                              |
| |              |                                              |                                              |
| \| \| 0,0 \| Munkedals övre (ehemals Pers.-Halt) \| Munkedals övre (ehemals Pers.-Halt) \| \| \| \| Örekilsälven \| \| \| \| \| Munkedalsälven \| \| \| \| \| Bahnstrecke Göteborg–Strömstad von Strömstad \| \| \| \| \| \| \| \| \| \| Munkedal \| \| \| \| 3,1 \| Munkedals nedre \| Munkedals nedre \| \| \| \| Åtorp \| \| \| \| \| Depot der Schmalspurbahn \| \| \| \| \| \| \| \| \| \| Bahnstrecke Göteborg–Strömstad nach Göteborg \| \| \| \| 5,6 \| Munkedals hamn \| Munkedals hamn \| |              |                                              |                                              |
| Betriebs-/Güterbahnhof Streckenanfang | 0,0          | Munkedals övre (ehemals Pers.-Halt)          | Munkedals övre (ehemals Pers.-Halt)          |
| Brücke über Wasserlauf |              | Örekilsälven                                 | Örekilsälven                                 |
| Brücke über Wasserlauf |              | Munkedalsälven                               | Munkedalsälven                               |
| Strecke · Strecke |              | Bahnstrecke Göteborg–Strömstad von Strömstad | Bahnstrecke Göteborg–Strömstad von Strömstad |
| Abzweig geradeaus und von links · Abzweig ehemals geradeaus und nach rechts |              |                                              |                                              |
| Bahnhof · Strecke (außer Betrieb) |              | Munkedal                                     | Munkedal                                     |
| Strecke · Kopfbahnhof Strecke bis hier außer Betrieb | 3,1          | Munkedals nedre                              | Munkedals nedre                              |
| Strecke · Haltepunkt / Haltestelle |              | Åtorp                                        | Åtorp                                        |
| Strecke · Abzweig geradeaus und nach rechts |              | Depot der Schmalspurbahn                     | Depot der Schmalspurbahn                     |
| Strecke von links · Kreuzung geradeaus unten · Strecke nach rechts |              |                                              |                                              |
| Strecke · Strecke |              | Bahnstrecke Göteborg–Strömstad nach Göteborg | Bahnstrecke Göteborg–Strömstad nach Göteborg |
| Kopfbahnhof Streckenende | 5,6          | Munkedals hamn                               | Munkedals hamn                               |

Die Bahnstrecke Munkedals övre–Munkedals hamn war eine schmalspurige Eisenbahnstrecke in Schweden. Sie hatte eine Spurweite von 600 mm. Die Gesamtstrecke wurde zwischen 1952 und 1955 auf Normalspur umgebaut. In den 1970er Jahren erfolgte die Stilllegung zwischen Munkedals nedre und Munkedals hamn. Die Verbindung nach Munkedals övre wurde dann in den Bahnhof Munkedal der Bahnstrecke Göteborg–Strömstad eingefädelt. Der Abschnitt zum Hafen wurde mit einem dritten Gleis versehen, auf dem Museumszüge in der Spurweite 600 mm verkehren.

## Geschichte

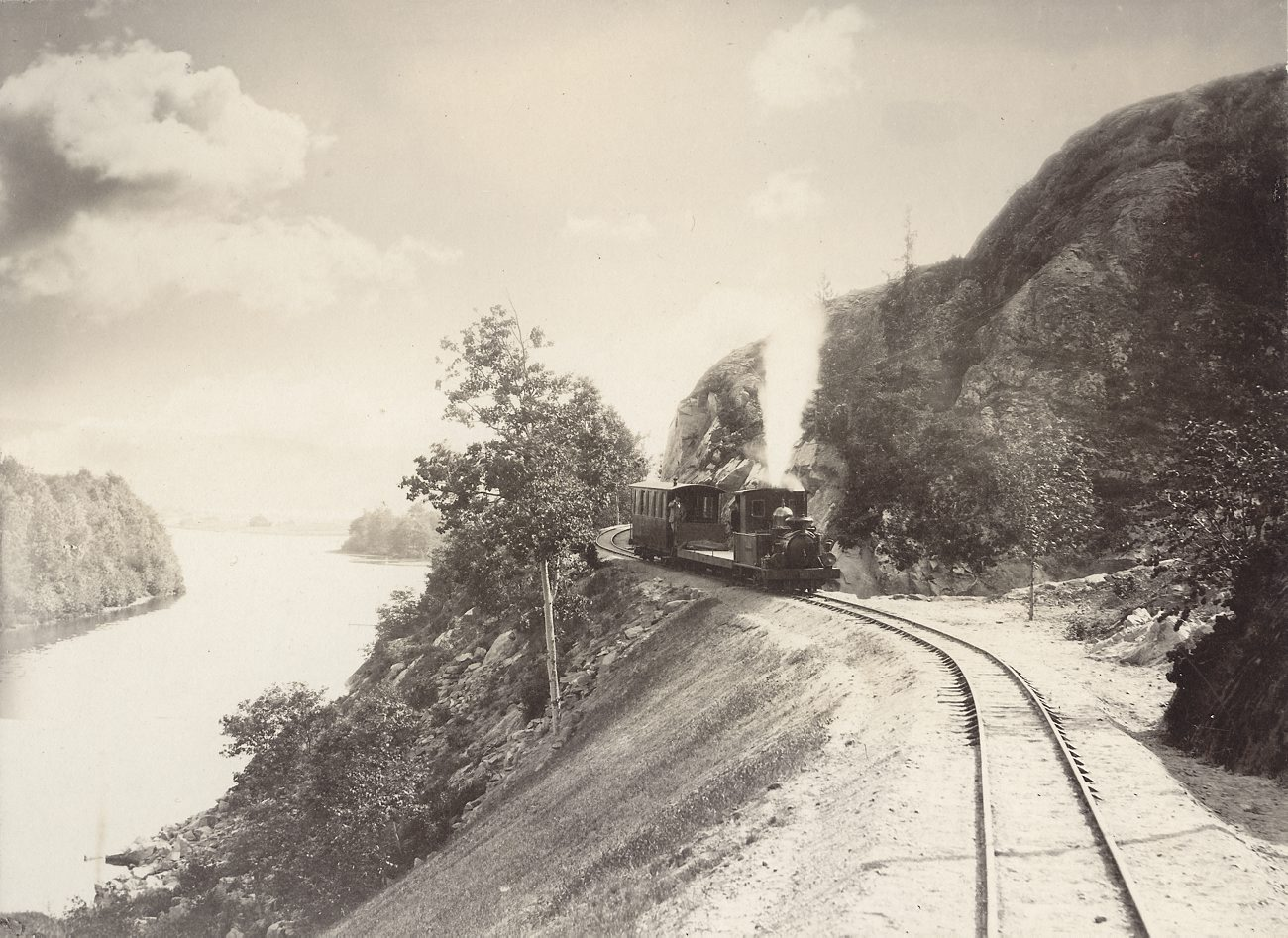
Munkedals Järnväg um 1900

Früher waren die Flüsse der Region die Transportwege für die kleinen Industriebetriebe. Vom im Nordwesten liegenden Kärnsjön kommend war der Örekilsälven Energielieferant für Sägen und Mühlen. 1667 wurde von Borgmästarbruket und Torps herrgård sowie anderen Interessenten entlang des Flusses in Uddevalla die erste Sägewerksgesellschaft gegründet. Ziel war der gemeinsame Export von Schnittholz. Die Verladestelle für die Schifffahrt war in Åtorps sunning unterhalb der sogenannten Sunninge-Kurve der späteren Munkedals Jernväg. Die beiden Teilhaber Borgmästarbruket und Torp herrgård wurden von Munkedals AB 1918 gekauft, während der 1920er Jahre endet der Sägewerksbetrieb.
Der östliche Munkedalsälven wurde bereits seit Ende der 1700er Jahre vom Vorläufer der Papiermühle Munkedal (Munkedals pappersbruk) als Transportweg verwendet. Am Wasserfall unterhalb Munkedals herrgård lag die Eisenhütte, deren heute noch vorhandene Gebäude Alte Hütte genannt werden. Die wirtschaftlichen Verhältnisse der Hütte waren schlecht und so wurde ihr Betrieb in den 1860er Jahren eingestellt. Nach Durchflussmessungen, die einfach mit leeren Flaschen gemacht wurden, wurde 1871 Munkedals AB gegründet, die eine Papiermühle am Wasserfall baute. Diese wurde um eine Papierfabrik erweitert. Die Produkte wurden für den Export am Saltkällan-Lastplatz auf Schiffe verladen. An diesem Platz entstand eine Salzsiederei und es gab genügend Platz für einen Markt und einen Hafen für die Segelschiffe. Die Stapelrechte wurden bereits früher von Königin Lovisa Ulrika gewährt. Nach dem großen Stadtbrand von Uddevalla 1806 gab es Pläne, die Stapelstadt nach Saltkällan zu verlegen und nach der Königin in Ulricestad zu benennen.
Das erste Transportsystem der Munkedals AB zum Hafen nach Saltkällan bestand aus Pferdefuhrwerken mit extra gebauten Spezialwagen für Papierballen. Um die Transportkapazität zu erhöhen, wurde bald eine Dampfstraßenlokomotive beschafft, der man den Namen Stuten gab. Von Beginn an gab es mit der Maschine Probleme. Die Straßen waren zu schlecht für die schwere Maschine und bei einem Gemeindetreffen wurde deren Verbot gefordert, da sie die Pferde erschreckte. Der Überlieferung nach endete der Einsatz von Stuten, als sie dem Disponenten Carlander über die Zehen fuhr.

## Bahnbau
Während dieser Zeit begann die Verwaltung der Munkedals AB mit den Planungen für ein neues Transportsystem und kaufte ein Grundstück in Skree, westlich von Örekil. Hier wurde ein moderner Tiefwasserhafen gebaut. Da die Bahnstrecke Göteborg–Strömstad erst später entstand (1903 Uddevalla C–Strömstad und 1907 Göteborg C–Uddevalla C), war keine direkte Verbindung nach Göteborg vorhanden.
Deshalb beantragte man eine Konzession für eine Schmalspurbahn mit einer Spurweite von 600 mm zwischen dem Hafen und der Hütte mit einer Länge von 5,6 Kilometern. Diese Konzession wurde genehmigt. Weiter beschaffte die Gesellschaft ein neues Dampfschiff, den Dampfer MUNKEDAL. Mit diesem nahm man den regulären Verkehr nach Göteborg auf. Der erste Dampfzug von Munkedal zum Hafen verkehrte am 12. Juli 1895. Die offizielle Einweihung fand jedoch erst im Dezember des gleichen Jahres statt. Von Anfang an wurden Fahrgäste befördert und zusammen mit dem Dampfschiff hatte man Kontakt zur Großstadt. Der erste Fahrzeugpark bestand aus der Dampflokomotive I, gebaut 1895 in Motala, dem Personenwagen MJ I, gebaut in Södertälje verkstäder im Jahr 1895 und einer Reihe von Güterwagen.
| Nummer | Name     | Bauart    | Achsfolge | Hersteller                               | Nr. / Baujahr | Verbleib |
| ------ | -------- | --------- | --------- | ---------------------------------------- | ------------- | --- |
| I      |          | Tenderlok | 1' B 1' t | Motala Verkstad, Motala                  | 154 1895      | ausgemustert 1955 |
| II     |          | Tenderlok | 1' B 1' t | Motala Verkstad, Motala                  | 332 1904      | ausgemustert 1955 |
| 3      |          | Tenderlok | D t       | Borsig, Berlin                           | 10477 1919    | Brigadelok (DHFB 2705), 1925 über Nydqvist & Holm, Trollhättan gekauft, allgemein als Tysken bezeichnet, 1940 an L. H. Sandströms Maskinaffär, Månsarp |
| 4      |          | Diesellok |           | Sala Mekaniska Verkstad                  |               | Verwendung als Rangierlok im Hafen |
| 5      | Munkedal | Tenderlok | 1' C 1' t | Orenstein & Koppel, Berlin               | 7767 1914     | 1940 von Stafsjö Järnväg in Kolmården, dort SJ Nr. 3, mit 16.5 Tonnen größte Lok der Bahn, ausgemustert 1955                                           |
| 6      |          | Tenderlok | B' B n4vt | Munktells Mekaniska Verkstad, Eskilstuna | 27 1891       | 1948 von Kosta-Lessebo Järnväg erworben, dort KLJ Nr. 2; 1954 an Museum Tomteboda, heute bei ÖSlJ                                                      |

Nach der Inbetriebnahme der Bahnstrecke zwischen Strömstad und Uddevalla 1903 wurde auf der Schmalspurbahn Post zum Hafen befördert, wo sie das Dampfschiff nach Lysekil übernahm. Dieser Postverkehr dauerte bis 1913, als die Bahnstrecke Smedberg–Lysekil in Betrieb genommen wurde. 1935 wurden, um den vermehrten Reiseverkehr zu bewältigen, zwei Personenwagen von der stillgelegten Anneberg-Ormaryds Järnväg in Småland erworben.
Nach dem Zweiten Weltkrieg begann der Import von Öl, zum Teil für den eigenen Gebrauch und teilweise zum Verkauf. Im Hafen wurden Öltanks und eine Pumpstation gebaut. Eine weitere Lok musste beschafft werden, um Ölzüge vom Hafen zur SJ-Station Munkedal zu befördern. Dafür wurde 1948 die Mallet-Lokomotive KLJ Nr. 2 von der Kosta-Lessebo Järnväg gekauft.

## Umspurung
Der Umschlag von Schmalspur auf Normalspur in Munkedals nedre war mit 10 bis 15 Beschäftigten sehr personalintensiv und wurde in den späten 1940er Jahren unrentabel. So wurde beschlossen, auf Strecke auf Normalspur umzubauen. 1952 begann der Umbau, der bis 1955 dauerte. Der Güterverkehr wurde nun mit einer neuen Diesellokomotive, baugleich mit den seit 1951 bei den SJ eingesetzten V3 aus Deutschland, durchgeführt. Die Fahrgäste wurden mit einem gebrauchten Triebwagen von Hilding Carlssons Mekaniska Verkstad Typ Y befördert. Die Schmalspurlokomotiven wurden bis auf wenige Ausnahmen verschrottet. Lok Nr. 6, die ehemalige KLJ 2, blieb erhalten.
Die Personenwagen wurden an die Östra Södermanlands Järnväg in Mariefred abgegeben. Die Normalspurstrecke zwischen Munkedals nedre und dem Hafen wurde in den frühen 1970er Jahren eingestellt, während der Rest der Strecke bis zur Papiermühle von der SJ im Güterverkehr betrieben wird.
Die Diesellokomotive wurde 1965 von den SJ übernommen, gleichzeitig ging die Anschlussbedienung des Industriegeländes auf die Staatsbahn über.

## Munkedals Jernvägsklubb

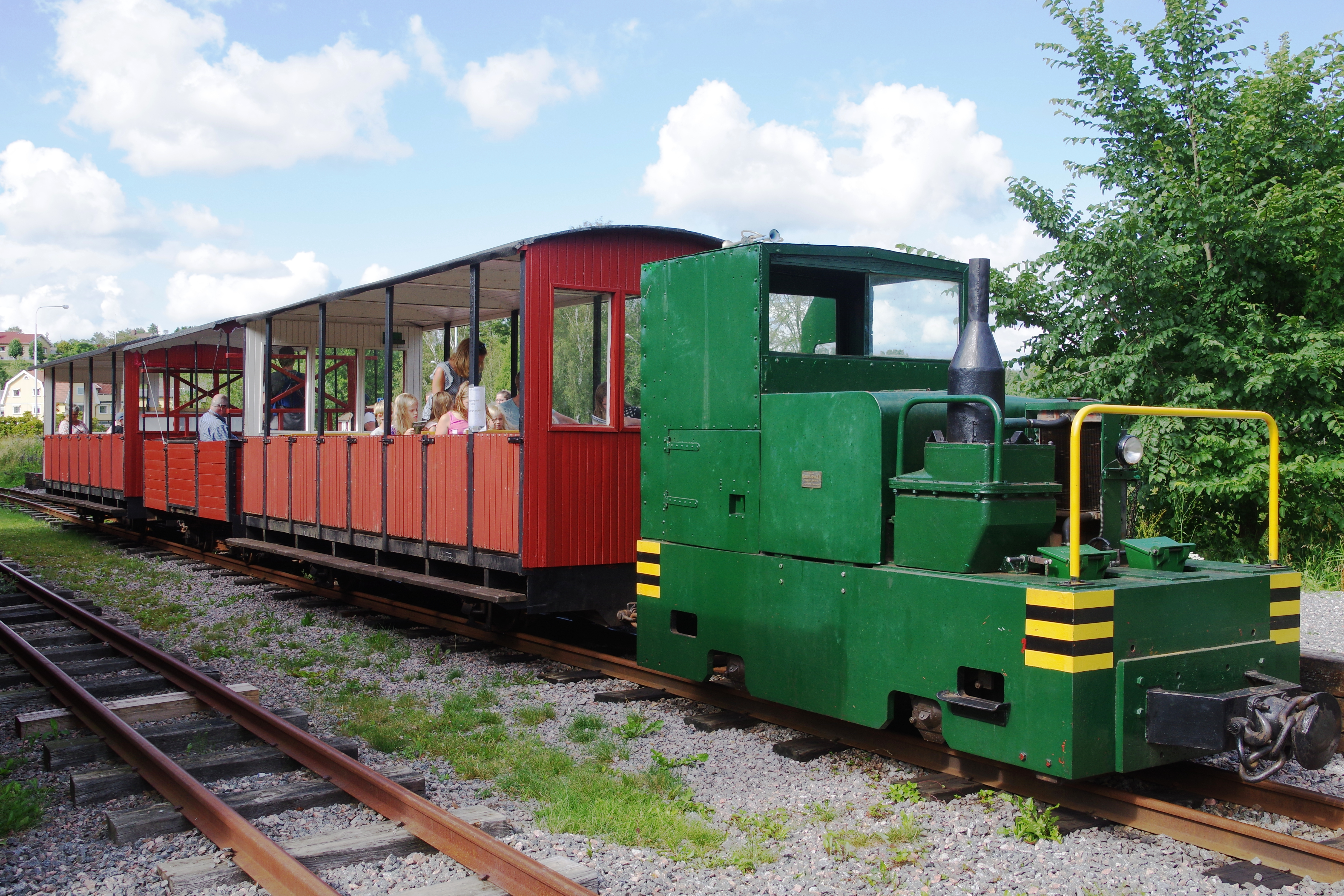
Simplex-Diesellokomotive der Museumsbahn

1983 wurde der Munkedals Jernvägsklubb gegründet. Ziel war es, einen Museumsbetrieb auf dem eingestellten Abschnitt der Normalspurstrecke aufzunehmen. Der Betrieb wird seit 1985 vom Museumsverein unter dem Namen Munkedals Jernväg durchgeführt. Der Verein hat dazu auf der Strecke eine zusätzliche Schiene eingebaut, um historische 600 mm-Züge aus der Dampflokepoche zu betreiben. Zudem wurden historische Fahrzeuge beschafft. Im Laufe der Jahre wurden erhebliche Investitionen getätigt, vor allem in Gebäude, einschließlich des Baus des Lokschuppens und der Bahnhofsgebäude.
1984 begann der Verein, den historischen Bahnhof von Varp an der Bohusbana zu restaurieren. Bei der Betriebsaufnahme waren der Fahrzeugbestand zwei Dampflokomotiven, drei Dieselloks und fünf Wagen. 1994 kam durch Tausch mit der Skara-Lundsbrunns Järnvägar eine Diesellok des Herstellers Åsbrink hinzu. Die Maschine wurde 1952 in Malmö gebaut und dient als Reservelok für die Dampfzüge. Sie war bis in die 1970er Jahre bei der Papiermühle Håverud-Åsensbruk im Einsatz, die zum Munkedalskonzern gehört.
2005 gelang es, den alten Umladeplatz und den Bahnhof in Munkedals nedre wieder in Betrieb zu nehmen. Im ehemaligen Güterschuppen wurde eine eisenbahnhistorische Ausstellung eingerichtet. Seitdem wird die Gesamtstrecke zwischen Munkedals hamn und Munkedals nedre befahren.